# Rua Fradique Coutinho
A Rua Fradique Coutinho é uma rua movimentada na Zona Oeste de São Paulo. Localizada no distrito de Pinheiros, é uma das várias ruas importantes da zona oeste.
A rua possui a sua estação de metrô, a Estação Fradique Coutinho, da linha 4-Amarela no cruzamento com a Rua dos Pinheiros. É nela que está localizado o bicicletário da estação.
Ela possui 14 interseções com 14 ruas diferentes. Tem um pouco mais de 2 quilômetros de extensão e vai até o número 1551. Seu CEP é 05416-011. A rua foi batizada em homenagem ao bandeirante luso-brasileiro Fradique de Mello Coutinho. 
A rua é conhecida e famosa na região por seus vários bares e cafés e por abrigar o Cinesala, um dos maiores cinemas da cidade. Na rua também estão localizados as unidades regionais da Kalunga e da rede de supermercados Dia. 
A região mais acima na rua, no bairro da Vila Madalena, é uma área majoritariamente residencial, com casas de alto padrão. A parte mais em baixo é uma área predominantemente comercial parte do bairro de Pinheiros, com mais prédios comerciais e lojas.